# Línea L-1 (Autobuses Ifach)

## Características
La línea 1 urbana de Calpe, une todos los puntos importantes de Calpe, como lo son, el centro, la estación, el Peñón de Ifach, el puerto, o las playas. Es operada por Autobuses Ifach, S.L..

## Recorrido y Paradas

### Ida
El recorrido empieza en la carretera a la estación, continúa por la Avda Masnou, plaza Mayor, Avda Valencia, calle Benidorm, calle Gabriel Miró, plaza Colón, calle de la Niña, Avda Ejércitos Españoles, Avda Isla de Formentera, calle Gibraltar, Avda Rey Juan Carlos I, calle Rosa de los Vientos y calle Jaloc. En el recorrido de ida, realiza estas paradas:
| Parada             | Localización                               | Correspondencias |
| ------------------ | ------------------------------------------ | ---------------- |
| Estación TRAM      | Urb.Estación II                            | L-2 L-3 TRAM     |
| Centro de salud    | Avda. Masnou                               | L-2 L-3          |
| Ermita             | Avda. Masnou                               | L-2 L-3          |
| Casa de la Cultura | Avda. Masnou                               | L-2 L-3          |
| Plaza Mayor        | Avda. Valencia                             | L-2 L-3          |
| Hotel Sol y Mar    | Calle Benidorm                             | L-2 L-3          |
| Plaza Colón        | Plaza Colón                                | L-2 L-3          |
| Hotel Suitopia     | Calle La Niña                              | L-2 L-3          |
| Policía local      | Avda. Europa                               | L-2 L-3          |
| Hotel Europa       | Avda. Europa                               | L-2 L-3          |
| Entrada Puerto     | Calle del puerto                           | L-2 L-3          |
| Restaurante Baydal | Calle del Puerto                           | L-2 L-3          |
| Edif.Voramar       | Calle Gibraltar                            | L-2 L-3          |
| Paraíso Mar / Spar | Avda. Rey Juan Carlos I                    | L-2 L-3          |
| Aguamarina         | Avda. Rey Juan Carlos I                    | L-2 L-3          |
| Hotel Esmeralda    | Calle Rosa de los Vientos                  | L-2 L-3          |
| Cala la Calalga    | Calle Rosa de los Vientos                  | L-2 L-3          |
| Maviro / Mercadona | Avda. Rey Juan Carlos I / Carretera CV-746 | L-2 L-3          |

### Vuelta
En el recorrido de vuelta, se utilizan las calles Rey Juan Carlos I, calle Gibraltar, calle del Puerto, Ejércitos Españoles, La Niña, plaza de Colón, Gabriel Miró, Ifach, Benissa, Norte, estación de Autobuses, Masnou, y carretera a la estación.
| Parada                | Localización                | Correspondencias |
| --------------------- | --------------------------- | ---------------- |
| Maviro                | CV-746                      | L-2 L-3          |
| Edif. Zafiro          | Avda. Rey Juan Carlos I     | L-2 L-3          |
| Edif. Voramar         | Calle Gibraltar             | L-2 L-3          |
| Entrada Puerto        | Calle del Puerto            | L-2 L-3          |
| Edif. Atlántico       | Avda. Ejércitos Españoles   | L-2 L-3          |
| Río-Av. Europa        | Calle de la Niña            | L-2 L-3          |
| Plaza Colón           | Plaza de Colón              | L-2 L-3          |
| Galerías Aitana       | Calle Gabriel Miró          | L-2 L-3          |
| Plz. Constitución     | Plaza de la Constitución    | L-2 L-3          |
| Banco Valencia        | Calle Benissa               | L-2 L-3          |
| Avenida del Norte     | Avenida del Norte           | L-2 L-3          |
| Estación de autobuses | Estación de autobuses       | L-2 L-3          |
| Centro de salud       | Centro de salud             | L-2 L-3          |
| Estación TRAM         | Urbanización la Estación II | L-2 L-3 TRAM     |

## Flota
La flota para la línea 1 es un Volvo B7R Hispano Habit, accesible para PMR.